# Phlox buckleyi
Phlox buckleyi är en blågullsväxtart som beskrevs av Edgar Theodore Wherry. Phlox buckleyi ingår i släktet floxar, och familjen blågullsväxter. Inga underarter finns listade i Catalogue of Life.